# Ri Ki-yong
Ri Ki-yong (hangeul : 이기영, 6 mai 1896 - 9 août 1984) est un auteur sud-coréen.

## Biographie
Ri Ki-yong est né le 6 mai 1896 à Asan dans la province de Chungcheong du Sud en Corée du Sud. Il a écrit sous le nom de Min-chon. Il a fréquenté l'école d'anglais Seiisku à Tokyo au Japon. Il a travaillé en tant que membre du KAPF (Joseon Proletaria yesulga dongmaeng) en 1925 et a été l'organisateur de la Fédération des écrivains prolétariens de Choson à Séoul ainsi que le chef de la Fédération de la littérature et des arts de Joseon du Nord. En 1926, il a été rédacteur en chef de la revue Lumière de Joseon (Joseonjigwang), organe du parti communiste coréen et revue de promotion de la littérature prolétarienne. Ri Ki-yong a passé plus de deux ans en prison pour ses activités communistes. 
Après la Libération en 1945, il est parti s'installer en Corée du Nord où il a tenu un rôle majeur dans la création de la position orthodoxe de la littérature en Corée du Nord, servant pendant plusieurs années dans la Fédération nord-coréenne de la littérature et des arts. Il serait décédé le 9 août 1984.

## Œuvre
L'Institut coréen de traduction littéraire (LTI of Korea) résume son œuvre de cette manière : 

« En tant qu'un des principaux artisans de l'émergence du camp de la littérature prolétarienne, Ri Ki-yong a exploré la vie misérable des paysans exploités par leurs propriétaires et opprimés par le capitalisme colonial. L'Inondation (Hongsu) et Feu-chasse-rats (Seohwa / 鼠火)  représentent cette « littérature paysanne » par excellence et décrivent la réalité rurale à travers la perspective prolétarienne. Son récit Feu-chasse-rats, en particulier, délivre une observation attentive de la double nature des paysans faisant partie à la fois de la classe prolétarienne et de la classe des propriétaires. Alors que le débat sur la littérature paysanne à cette époque portait sur la définition de la relation entre les paysans et le prolétariat urbain, Ri Ki-yong a montré que les paysans, dans le cadre du capitalisme colonial, ne constituaient plus une classe unifiée. Ses œuvres mettent en scène le plus souvent des paysans extrêmement pauvres, tout en développant une perspective anti-impérialiste à travers leurs expériences sur le  terrain avec les oppresseurs. On retrouve parfaitement ces caractéristiques dans son roman Terre natale (Gohyang), d'abord paru en feuilleton dans le journal Chosun Ilbo. Ce roman, comme le roman Terre (Heuk) de Yi Gwang-su  ou le roman Arbres à feuillage persistant (Sangnoksu) de Shim Hun, se concentre sur la vie de ces intellectuels qui décident de retourner dans leur ville natale et consacrent leur vie à venir en aide aux paysans opprimés. ».